# 4m×4mの家
4m×4mの家（よんめーとるかけるよんめーとるのいえ）は、兵庫県神戸市垂水区にある、建築家安藤忠雄の住宅建築。
2棟（I・II）あるうち、Iは2003年、IIは2005年に竣工。設計は安藤忠雄設計事務所、施工は中田工務店。

## 概要
4m×4mの家の名称は、最上階にあるワンルームが、縦・横・高さそれぞれ4mの長さに統一されていることに由来している。（但し、建築面積が4m四方という訳ではない、後述）
明石海峡大橋を臨む兵庫県神戸市垂水区の海岸線沿いに建築されている。2棟ある建物のうち、西側にあるのが4m×4mの家 I、東側にあるのが4m×4mの家 IIである。
ワンルームの窓は、明石海峡大橋に面しており、その奥には淡路島を眺望することが出来る。
なお、詳細な住所等は一般住民の在住する住宅建築であることを考慮し、現在正式に公開されていない。また、同様の理由から、建物内の一般見学は、不可能である。
4m×4mの家 Iは、敷地面積：65.42m²に対し、建築面積：22.56m²である。この建築面積から判然するように、縦横の長さが4.75mの正方形上に建築されている。最上階にあるワンルームは、下層階より若干東側にずれており、前述のとおり4m立方の設計となっている。構造はRC造であり、地下1階、地上4階から構成されている。
4m×4mの家 IIは、4×4の家 Iの東に隣接するように2005年に竣工した。こちらはIと意匠が似ているが、木造建築であること、地上3階建てであること、更には外壁塗装が黒色であることなどが異なる。なお、最上階にあるワンルームは、下層階より若干西側にずれており、これにより2つの建築物はその中間線によって左右線対称となっている。

## 経過
2000年11月、雑誌BRUTUSにて募集された「約束建築」という特集で、著名建築家があなたの家を建てるという企画が行われた。この企画には、安藤忠雄の他、早川邦彦、岸和郎らが参加した。この企画によって、2002年に着工し、2003年に竣工したのが、4m×4mの家 Iである。この建築についての報告は、2003年にBRUTUSに「有名建築家10名による「約束建築」報告！」として掲載された。
一方、4m×4mの家 IIは、同様の公募によるものではなく、あくまで個人依頼での設計である。
4m×4mの家 IIは、竣工から9年後の2014年に解体された。

## 参考
1. ↑  『安藤忠雄建築手法』p.315
2. 1 2  BRUTUS 2003年4月15日522号